# Kapusta

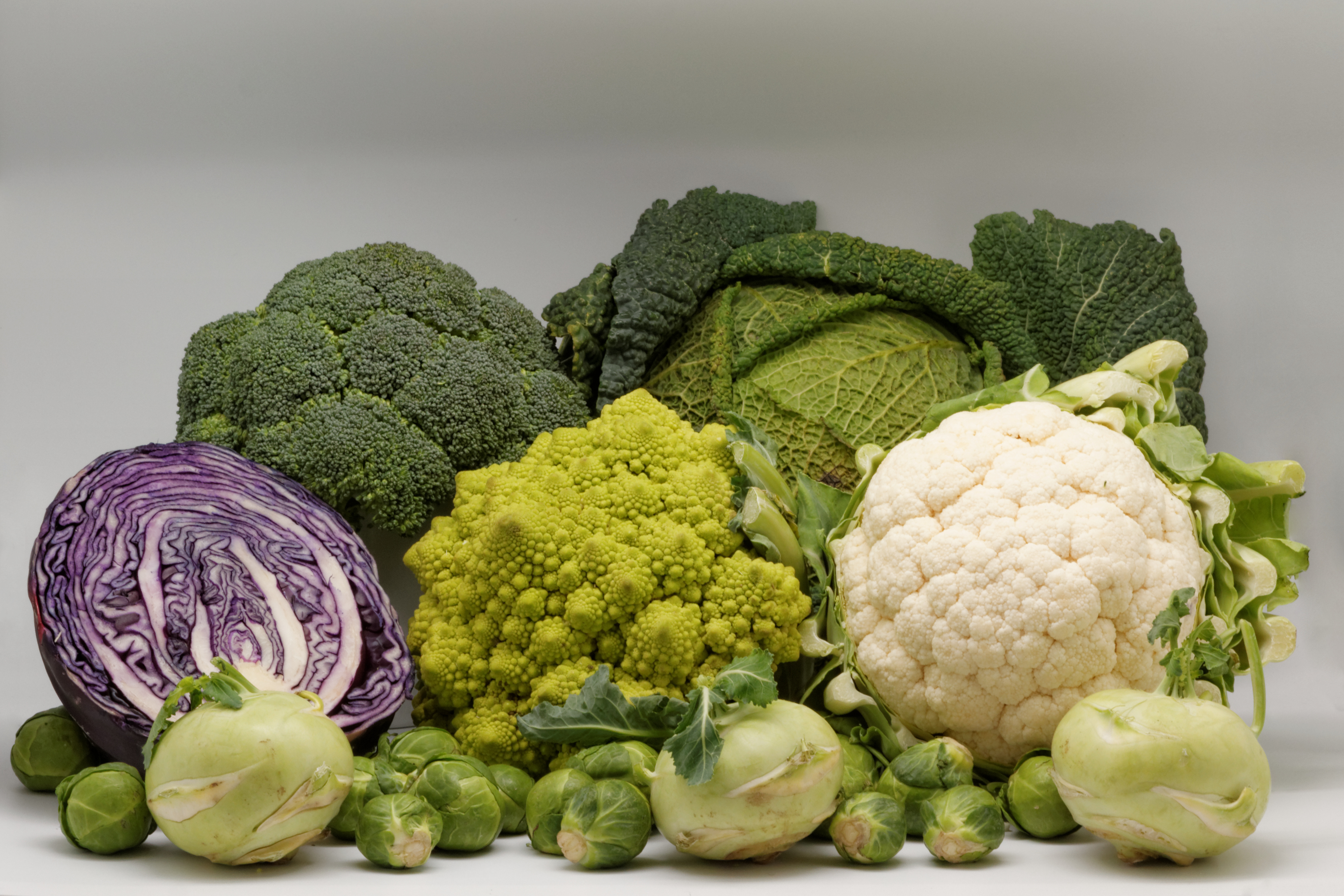
Różne odmiany kapusty warzywnej

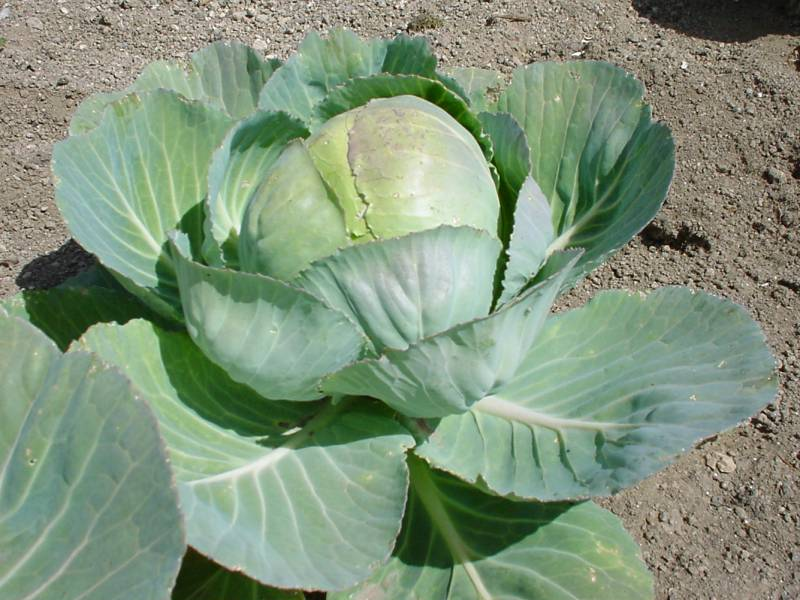
Kapusta warzywna głowiasta

Kapusta (Brassica L.) – rodzaj roślin zielnych z rodziny kapustowatych. Wyróżnianych jest w jego obrębie od ok. 35 do 44 gatunków. Pierwotny zasięg obejmował Europę, Azję i północną Afrykę, ale rośliny te zostały rozprzestrzenione na wszystkie kontynenty (z wyjątkiem Antarktydy). W Polsce rosną jako rośliny uprawiane i zdziczałe.
Formy dziko rosnące zasiedlają siedliska ruderalne i piaszczyste, często na terenach nadmorskich. Liczne gatunki, mieszańce, odmiany i kultywary są uprawiane jako warzywa w różnych regionach świata. Do tego rodzaju należą najważniejsze rośliny warzywne i olejodajne z rodziny kapustowatych. Rośliny uprawiane są już od starożytności – Pliniusz Starszy wymieniał już 12 różnych odmian. Kluczowym ośrodkiem pochodzenia i upraw warzyw z tego rodzaju były Chiny. Większość odmian uprawnych pochodzi od czterech gatunków i ich mieszańców: kapusty czarnej B. nigra, warzywnej B. oleracea,  sitowatej B. juncea i właściwej B. rapa.

## Rozmieszczenie geograficzne

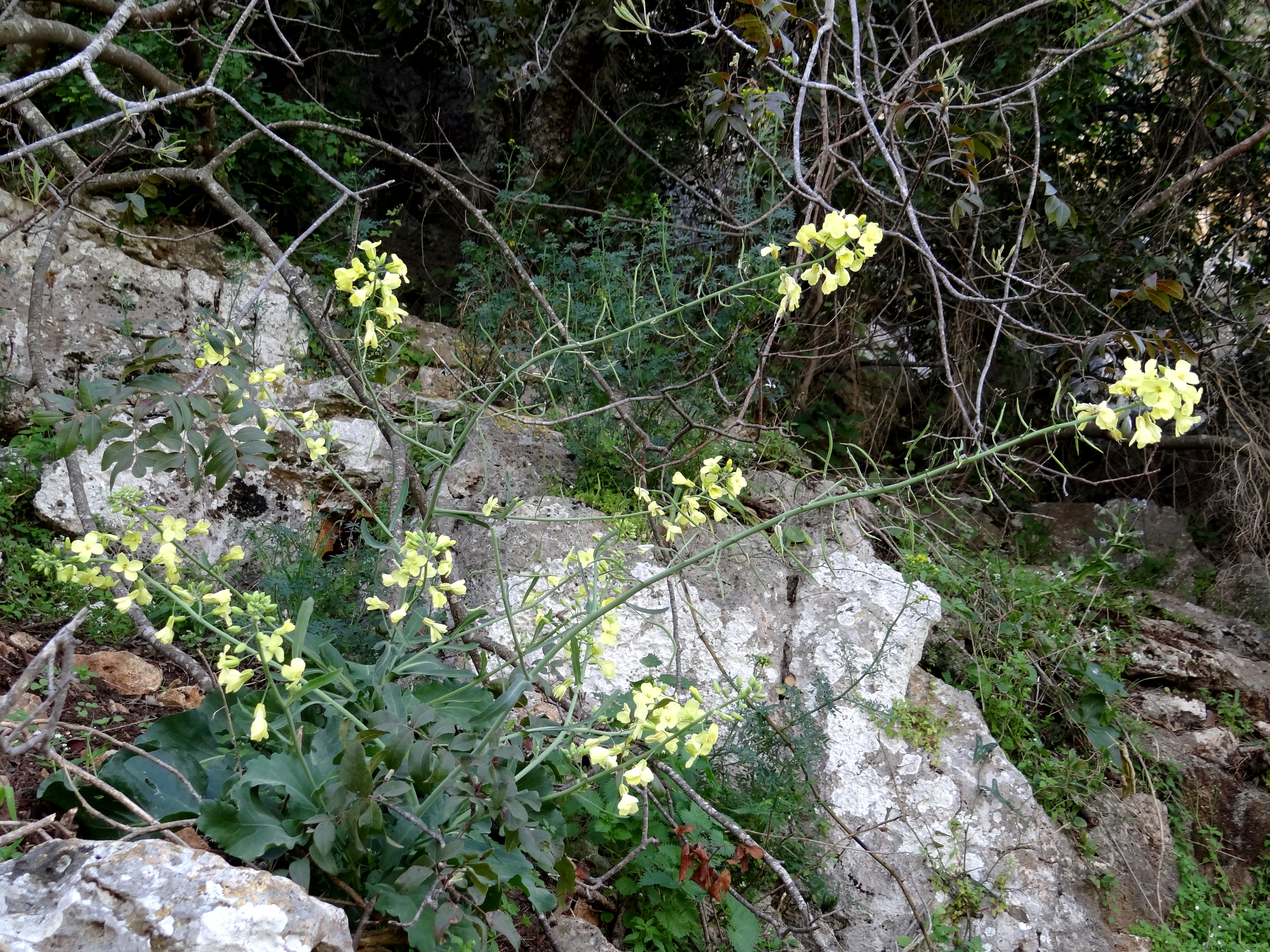
Kapusta kreteńska

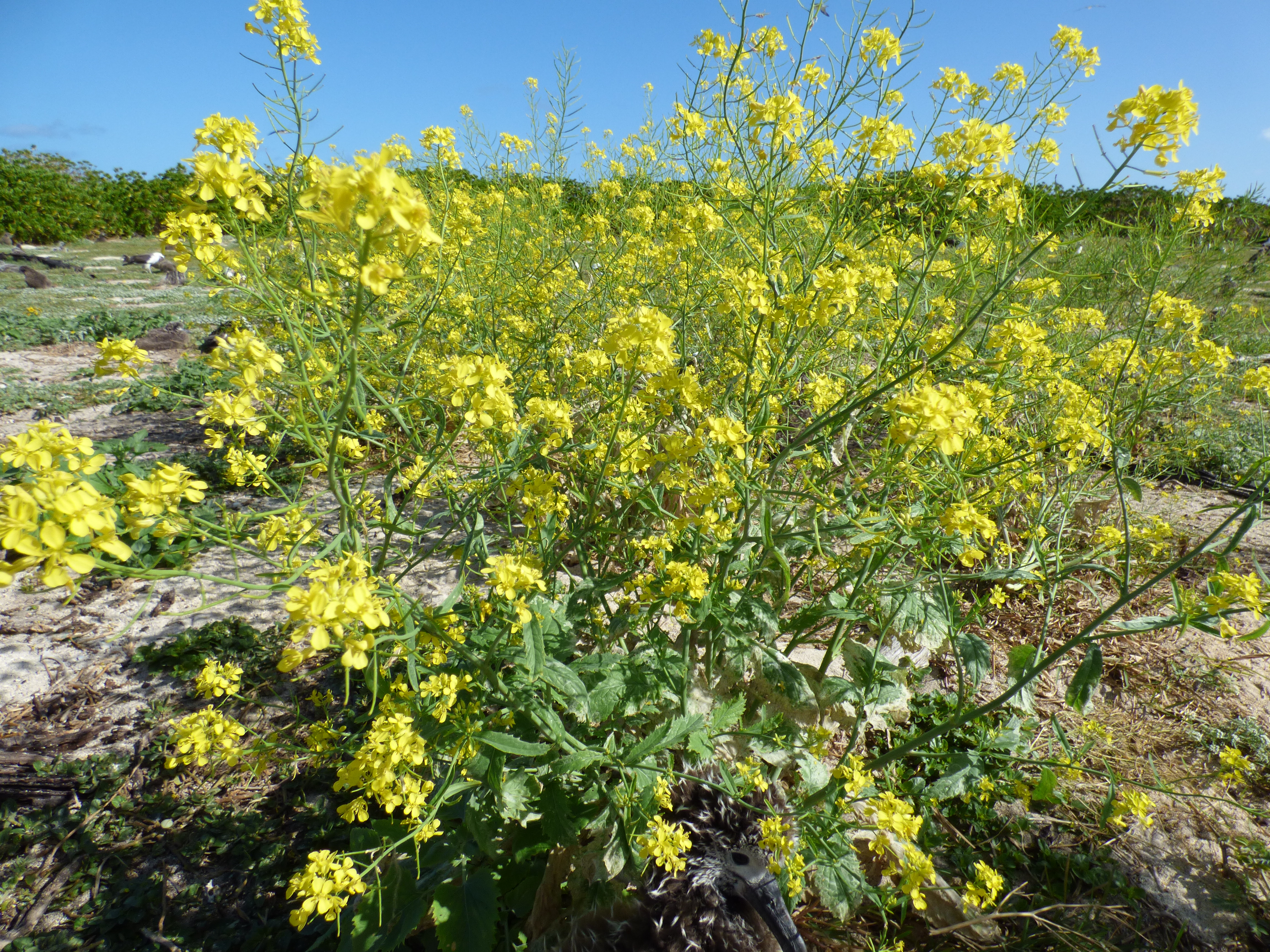
Kapusta sitowata

Zasięg rodzaju obejmuje Europę i Azję (z wyjątkiem północnych części tych kontynentów), na wschodzie sięgając po Mongolię i środkowe Chiny, oraz północną Afrykę (kraje śródziemnomorskie i Rogu Afryki). Największe zróżnicowanie gatunków znajduje się w basenie Morza Śródziemnego. W Europie występują 22 gatunki. Gatunki z tego rodzaju rozprzestrzenione zostały szeroko na różnych kontynentach.
W Polsce uprawianych jest ok. 10 gatunków, cztery spotykane są w stanie dzikim, z czego trzy zadomowione, a jeden dziczejący przejściowo.
Gatunki flory Polski
Ujęcie taksonomiczne i nazwa naukowa według Vascular plants of Poland, na drugim miejscu podana jest nazwa naukowa (synonim) według Plants of the World online.
- kapusta chińska Brassica chinensis L. ≡ B. rapa L. – gatunek uprawiany
- kapusta chrzanolistna Brassica elongata Ehrh. – antropofit zadomowiony
- kapusta czarna, k. gorczyca Brassica nigra (L.) W.D.J.Koch – antropofit zadomowiony
- kapusta kreteńska Brassica cretica Lam. – gatunek uprawiany
- kapusta pekińska Brassica pekinensis (Lour.) Rupr. ≡ B. rapa L. – gatunek uprawiany
- kapusta rzepak Brassica napus L. – gatunek uprawiany
- kapusta sitowata Brassica juncea (L.) Czern. – efemerofit
- kapusta skalna Brassica rupestris Raf. – gatunek uprawiany
- kapusta warzywna Brassica oleracea L. – gatunek uprawiany
- kapusta właściwa, rzepa Brassica rapa L. – antropofit zadomowiony

## Morfologia i biologia
PokrójRośliny jednoroczne, dwuletnie i półkrzewy. Osiągają do 2 m wysokości. Pędy zwykle pachykauliczne – o grubiejącej łodydze i słabo rozgałęzione, często sine, nagie lub owłosione, z włoskami prostymi.
LiścieMięsiste, pojedyncze lub pierzasto albo lirowato podzielone. Często skupione tylko u nasady pędu. Dolne liście zwykle ogonkowe, górne ogonkowe lub siedzące, często o nasadzie w różny sposób obejmującej łodygę, uszkowatej lub strzałkowatej.
KwiatyZebrane w grona silnie wydłużające się w czasie owocowania. Promieniste, 4-krotne, drobne. Działki kielicha nieco woreczkowato rozdęte. Płatki barwy żółtawej, białej lub czerwono nabiegłe, u nasady długo zwężające się z zielonymi miodnikami. Pręcików 6 czterosilnych; 4 wewnętrzne dłuższe od 2 zewnętrznych. Zalążnia górna z krótką zwykle szyjką słupka zwieńczoną główkowatym znamieniem.
OwoceŁuszczyny długie, wąskie, nieco spłaszczone, walcowate lub nieco czterokanciaste, zawierające od kilku do blisko 50 nasion.

## Systematyka
Pozycja systematyczna
Rodzaj z rodziny kapustowatych (Brassicaceae) z plemienia Brassiceae. Niejasne są relacje z innymi blisko spokrewnionymi rodzajami, które prawdopodobnie są zagnieżdżone w obrębie tego rodzaju: rokietta Eruca, rzodkiew Raphanus i gorczyca Sinapis.
Wykaz gatunków
Długa historia uprawy pozwoliła uzyskać bardzo zróżnicowane odmiany, których klasyfikacja przysparza problemów taksonomicznych – u różnych autorów rośliny mają różną rangę taksonomiczną. Analizy molekularne i cytologiczne oraz doświadczenia z krzyżowaniem roślin pozwoliły już w XXI wieku ustalić, że opisywanych dawniej 25 osobnych gatunków uprawianych w istocie reprezentuje cztery gatunki: kapustę czarną B. nigra, warzywną B. oleracea,  sitowatą B. juncea i właściwą B. rapa.

- Brassica assyriaca Mouterde
- Brassica aucheri Boiss.
- Brassica baldensis (Prosser & Bertolli) Prosser & Bertolli
- Brassica balearica Pers.
- Brassica barrelieri (L.) Janka
- Brassica beytepeensis Yild.
- Brassica bourgeaui (Webb ex Christ) Kuntze
- Brassica cadmea Heldr. ex O.E.Schulz
- Brassica carinata A.Braun
- Brassica cretica Lam. – kapusta kreteńska
- Brassica deflexa Boiss.
- Brassica deserti Danin & Hedge
- Brassica desnottesii Emb. & Maire
- Brassica dimorpha Coss. & Durieu
- Brassica elongata Ehrh. – kapusta chrzanolistna
- Brassica fruticulosa Cirillo
- Brassica gravinae Ten.
- Brassica hilarionis Post
- Brassica incana Ten.
- Brassica insularis Moris
- Brassica juncea (L.) Czern. – kapusta sitowata
- Brassica loncholoma Pomel
- Brassica macrocarpa Guss.
- Brassica maurorum Durieu
- Brassica montana Pourr.
- Brassica napus L. – kapusta rzepak
- Brassica nigra (L.) W.D.J.Koch – kapusta czarna
- Brassica nivalis Boiss. & Heldr.
- Brassica oleracea L. – kapusta warzywna
- Brassica oxyrrhina Coss.
- Brassica procumbens (Poir.) O.E.Schulz
- Brassica raimondoi Sciandr., C.Brullo, Brullo, Giusso, Miniss. & Salmeri
- Brassica rapa L. – kapusta właściwa, rzepa
- Brassica repanda (Willd.) DC. – kapusta wygięta[12]
- Brassica rupestris Raf. – kapusta skalna
- Brassica setulosa (Boiss. & Reut.) Coss.
- Brassica somalensis Hedge & A.G.Mill.
- Brassica souliei (Batt.) Batt.
- Brassica spinescens Pomel
- Brassica tardarae Ilardi, Geraci & Troìa
- Brassica taurica (Tzvelev) Tzvelev
- Brassica trichocarpa C.Brullo, Brullo, Giusso & Ilardi
- Brassica tyrrhena Giotta, Piccitto & Arrigoni
- Brassica villosa Biv.

## Zastosowanie
- Warzywa – wiele spośród uprawianych gatunków, mieszańców i odmian to rośliny jadalne uprawiane na całym niemal świecie.
- Niektóre odmiany (rzepak) są uprawiane dla nasion, z których wytwarza się olej jadalny i biodiesel.
- Niektóre gatunki i odmiany są uprawiane jako rośliny pastewne.
- Kwiaciarstwo – niektóre kultywary o ozdobnych liściach używane są w kwiaciarstwie.

## Etymologia
Nazwa kapusta trafiła do polszczyzny jako zapożyczenie z łaciny, od słowa caputium (główka).